# 寶雞縣
宝鸡县，中国旧县名。
唐朝至德二年（757年）五月丁酉，改雍县为凤翔县、陈仓县为宝鸡县。西南有大散关，宝鸡山。属扶风郡、凤翔府。北宋至清朝时属凤翔府。清朝时评价冲繁难。辛亥革命后，全国废府，仍属陕西省。
1948年4月中旬，西北野战军发起西府战役。张宗逊、廖汉生率领的中路一纵队，于22日攻克麟游县和凤翔县，进至宝鸡的北部和西部，与左路二纵队，对宝鸡进行包围。26日，国军守军弃城而逃，野战军攻克县城。28日，国军胡宗南部企图围歼野战军。西北野战军撤离宝鸡县，但中国共产党领导下的游击队在此地仍有活动。1949年7月，中国人民解放军第一野战军发起扶郿战役。13日，中国共产党领导下的宝鸡县委、县政府进驻宝鸡县境内的蜀仓东崖村。14日，宝鸡警备司令徐经济、民国政府专员杜德霖胁迫县长杨培森等人逃往甘肃省天水县吴砦镇。当日，野战军第一兵团司令员兼政委王震率部通过城区进驻益门镇，至此国民政府对宝鸡县的管辖彻底结束。
1949年，宝鸡县分置宝鸡市（县级市），同属宝鸡专区、宝鸡专区。期间又以宝鸡市的辖区置渭滨区、金台区。1980年，宝鸡市与宝鸡地区合并，成立地级宝鸡市，宝鸡县隶之。2003年5月26日，撤消宝鸡县，成立陈仓区。